# 109 av. J.-C.
Pour les articles homonymes, voir 109 (homonymie).
Cette page concerne l'année 109 av. J.-C. du calendrier julien proleptique.

## Événements
- 8 octobre 110 av. J.-C. (1er janvier 645 du calendrier romain) : début à Rome du consulat de Quintus Caecilius Metellus Numidicus et Marcus Junius Silanus[1].
  - Censure de Marcus Aemilius Scaurus et Marcus Livius Drusus. Reconstruction du pont Milvius à Rome par le censeur Scaurus[2].
  - Lex Mamilia agraria, loi transformant définitivement les occupations du domaine public en propriétés privées. La plus grande partie de l’ager publicus se trouve définitivement aliénée. Il n’y a plus de loi agraire de grande envergure possible[3].
- Janvier : défaite de l’armée romaine conduite par le préteur Aulus Postumus Albinus à la bataille de Suthul. Jugurtha oblige le général Aulus à passer sous le joug et à signer la paix. Les tribuns de la plèbe font annuler cet accord : une commission de trois membres, dont Scaurus (lex Mamilia) est chargée d’enquêter sur la défaite[4].
- Mars : le consul Metellus est envoyé en Afrique[5].
- Août-septembre, guerre de Jugurtha : un corps expéditionnaire commandé par Metellus entre en Numidie et bat Jugurtha à la bataille du Muthul. Les pertes sont lourdes pour les Romains. Jugurtha mène une guérilla qui tient en échec les armées romaines. Metellus assiège vainement Zama, puis se retire en Afrique romaine[5].
- 13 décembre : massacre de la garnison romaine de Vaga par la population et des agents de Jugurtha. Metellus intervient et parvient à reprendre la ville[5].

- Les Cimbres et leurs alliés Teutons, Ambrons et Tigurins passent le Rhin et envahissent la Gaule. Ils rencontrent les Romains conduits par Junius Silanus à la frontière de la Gaule transalpine, et envoient une ambassade à Rome qui leur refuse l'octroi de terres de colonisation. Le consul Silanus est battu sur les bords du Rhône, perd 30 000 hommes, mais les Barbares n'entrent pas en Transalpine[6].
- Les Aduatiques, issus des Teutons, s’installent dans la région de Namur et de Liège[7].

- Expédition chinoise contre le royaume de Dian au Yunnan. Création de la commanderie de Yizhou. Le royaume disparaît[8].
- Début du règne de Parnadjom Ier, roi d'Ibérie (fin en 90 av. J.-C.)[9].

## Naissances en 109 av. J.-C.
- Atticus, ami et le confident de Cicéron.